# Fernando Casasempere
Fernando Casasempere est un sculpteur chilien, né en 1958 à Santiago du Chili et habitant Londres depuis 1992.

## Principales œuvres
Ses principales œuvres sont :
- 2005: Back to the Earth: sculpture de 7 mètres de long au New Art Centre And Sculpture Park à Salisbury, Roche Court.
- 2006: Under the Forest: au Jerwood Sculpture Park à Londres.
- 2008: The Thought-Provoking Machine,
- 2012: Out of Sync: 10 000 fleurs en argiles plantées dans la cour intérieure de Somerset House à Londres